# Campionati europei di ciclismo su strada 2012 - Gara in linea maschile Under-23
La gara in linea maschile Under-23 dei Campionati europei di ciclismo su strada 2012 si è svolta il 12 agosto 2012 a Goes, nei Paesi Bassi, per un percorso di 172 km. La gara è stata vinta dallo sloveno Jan Tratnik, che ha terminato la gara in 3h52'30", alla media di 44,387 km/h.
Partenza con 182 ciclisti, dei quali 105 completarono la gara.

## Squadre partecipanti
| N.      | Cod. | Squadra         |
| ------- | ---- | --------------- |
| 2-8     | GER  | Germania        |
| 9       | ALB  | Albania         |
| 13-19   | AUT  | Austria         |
| 20      | AZE  | Azerbaigian     |
| 21-27   | BEL  | Belgio          |
| 28-33   | BLR  | Bielorussia     |
| 34      | CRO  | Croazia         |
| 35-41   | CZE  | Repubblica Ceca |
| 42-47   | DEN  | Danimarca       |
| 49-55   | ESP  | Spagna          |
| 56-62   | EST  | Estonia         |
| 66-72   | FRA  | Francia         |
| 73-79   | GBR  | Regno Unito     |
| 80-85   | GRE  | Grecia          |
| 86      | UKR  | Ucraina         |
| 87-93   | IRL  | Irlanda         |
| 94-100  | ITA  | Italia          |
| 101-107 | LAT  | Lettonia        |
| 108     | LIE  | Liechtenstein   |
| 109     | NOR  | Norvegia        |
| 110-111 | LUX  | Lussemburgo     |
| 112     | UKR  | Ucraina         |
| 113-115 | LUX  | Lussemburgo     |

| N.      | Cod. | Squadra     |
| ------- | ---- | ----------- |
| 116-118 | MDA  | Moldavia    |
| 119-125 | NLD  | Paesi Bassi |
| 126-131 | NOR  | Norvegia    |
| 132     | UKR  | Ukraina     |
| 133-139 | PRT  | Portogallo  |
| 140-141 | ROU  | Romania     |
| 142-148 | RUS  | Russia      |
| 149-151 | SVN  | Slovenia    |
| 152-153 | UKR  | Ucraina     |
| 154-155 | SVN  | Slovenia    |
| 158-159 | SRB  | Serbia      |
| 160-166 | SUI  | Svizzera    |
| 168-173 | SVK  | Slovacchia  |
| 174     | UKR  | Ucraina     |
| 175-177 | SWE  | Svezia      |
| 178     | UKR  | Ucraina     |
| 179-182 | TUR  | Turchia     |
| 184-185 | FIN  | Finlandia   |
| 186-187 | BUL  | Bulgaria    |
| 188-194 | POL  | Polonia     |
| 195     | LTU  | Lituania    |
| 196     | ALB  | Albania     |
| 197-199 | LTU  | Lituania    |

## Ordine d'arrivo (Top 10)
| Pos. | Corridore            | Squadra     | Tempo    |
| ---- | -------------------- | ----------- | -------- |
| 1    | Jan Tratnik          | Slovenia    | 3h52'30" |
| 2    | Andžs Flaksis        | Lettonia    | a 1"     |
| 3    | Wouter Wippert       | Paesi Bassi | a 11"    |
| 4    | Christian Bertilsson | Svezia      | s.t.     |
| 5    | Nicola Ruffoni       | Italia      | s.t.     |
| 6    | Roy Jans             | Belgio      | s.t.     |
| 7    | Sam Bennett          | Irlanda     | s.t.     |
| 8    | Andris Smirnovs      | Lettonia    | s.t.     |
| 9    | Niccolò Bonifazio    | Italia      | s.t.     |
| 10   | Fábio Silvestre      | Portogallo  | s.t.     |